# Blågrå pil
Blågrå Pil (Salix glauca) er en dværgbusk som er vidt udbredt i Grønland. 

## Voksested
Den er knyttet til flere forskellige plantesamfund. Nord for polarcirklen er den meget sårbar overfor ydre påvirkninger, men i Sydgrønland danner den krat med indtil 2 meter høje buske på beskyttede steder med snedække om vinteren og god forsyning med rindende vand om sommeren.
| Portal | Portal:Botanik |